# Елвира Краљ
Елвира Краљ (Трст, 16. август 1900 — Љубљана, 6. септембар 1978) је била југословенска и словеначка филмска и позоришна глумица. 

## Филмографија
Дугометражни филм | ТВ филм | ТВ мини серија
|                   | 1950 | 1960 | 1970 | Укупно |
| ----------------- | ---- | ---- | ---- | ------ |
| Дугометражни филм | 5    | 4    | 1    | 10     |
| ТВ филм           | 0    | 1    | 0    | 1      |
| ТВ мини серија    | 0    | 0    | 1    | 1      |
| Укупно            | 5    | 5    | 2    | 12     |
|           | Назив                 | Улога      |
| --------- | --------------------- | ---------- |
| 1952      | Свет на Кајжарју      | Тичковца   |
| 1953      | Скоројевићи           | Терцијалка |
| 1953      | Весна                 | Тета Ана   |
| 1957      | Не чекај на мај       | Тета Ана   |
| 1959      | Три четвртине Сунца   | Хелерјева  |
| 1960-te ▲ |                       |            |
| 1962      | Наша кола             | Учитељица  |
| 1966      |                       |            |
| 1967      | Прича које нема       | /          |
| 1967      | Тврђава силеџија      | /          |
| 1970-te ▲ |                       |            |
| 1975      | Прича о добрим људима | Ана        |
|      | Назив | Улога     |
| ---- | ----- | --------- |
| 1969 | Лени  | Фрау Скоч |
| Од | До | Назив | Улога |
| -- | -- | ----- | ----- |